# Nationales Museum für Wissenschaft und Technologie (Bangladesch)
Das Nationale Museum für Wissenschaft und Technologie (Bengalisch: জাতীয় বিজ্ঞান ও প্রযুক্তি জাদুঘর) ist ein Museum, das sich in Dhaka, der Hauptstadt Bangladeschs befindet.

## Geschichte
Das Nationalmuseum für Wissenschaft und Technologie in Dhaka wurde 1966 von der damaligen pakistanischen Regierung gegründet. Es war zunächst im Gebäude der öffentlichen Bibliothek in Dhaka ansässig. Danach zog das Museum mehrmals um, bevor es seinem endgültigen Standort fand. 1972 erhielt es den Status eines Nationalmuseums.

## Zielsetzung
Das Museum zielt darauf ab, die innovative Arbeit lokaler Wissenschaftler zu bewahren und gleichzeitig die jüngere Generation von Wissenschaftlern und Studierenden anzuspornen, die vielseitigen Möglichkeiten von Wissenschaft und Technologie zu nutzen, um neue Forschungen durchzuführen. Unabhängig von ihrem sozialen Status, dem Alter oder dem Bildungsniveau werden die Bürger Bangladeschs ermutigt, das Nationalmuseum für Wissenschaft und Technologie zu besuchen, um ihr Wissen zu erweitern und Anregungen für eigene Forschungen zu gewinnen.

## Ausstellungen
Das Nationalmuseum für Wissenschaft und Technologie in Bangladesch ist in drei Kategorien unterteilt: Technologie, biologische Wissenschaft und Physik. Dazu werden vielfältige Exponate sowie Modelle, Diagramme und Poster ausgestellt. Es werden detaillierte Informationen zu Experimenten und Erfindungen aus den Bereichen Stromerzeugung, Licht, Radio-, Fernseh- und Schallplattenentwicklung, Wärme, Magnetismus, Kommunikation, Schall, Computertechnik sowie Bewegung, Kraft und Energie angeboten. Die biologische Abteilung zeigt eine Vielzahl an Tierpräparaten. Das Museum eröffnet Einzelpersonen und Gruppen aus verschiedenen Schulen, Hochschulen und Wissenschaftsclubs die Möglichkeit mit Modellen und speziellen Projekten, einen Preis für besondere Innovationen zu gewinnen. Die Bibliothek des Museums ist mit Büchern und Zeitschriften zu einer Vielzahl von Themen ausgestattet. Unter der Bezeichnung „Nabin Biggani“ wird ein vierteljährlich erscheinendes Wissenschaftsmagazin, das speziell junge Menschen ansprechen soll, veröffentlicht.
Das Museum enthält eine spezielle Ausstellung mit lokal hergestellten Produkten aus Jute, Holz, Wolle und verschiedenen Pflanzen. Demonstrationsvorlesungen werden an Schüler und Lehrer verschiedener Schulen und Hochschulen zu geeigneten Themen gehalten. Das Museum organisiert regelmäßig Vorträge und Filmshows zu aktuellen Wissenschaftsthemen. Es gibt Programme zur Beobachtung von Himmelskörpern mit Mondfinsternis und Sonnenfinsternis. Dazu steht ein Teleskop zur Verfügung. Ein im Museum installiertes Mini-Planetarium kann jeweils 20 Besucher aufnehmen.
In den Außenanlagen des Museums sind u. a. Flugzeuge sowie die lebensgroße Skulptur eines Dinosauriers ausgestellt.

## Galerie
Die nachfolgenden Bilder zeigen einige Exponate des Nationalen Museums für Wissenschaft und Technologie 

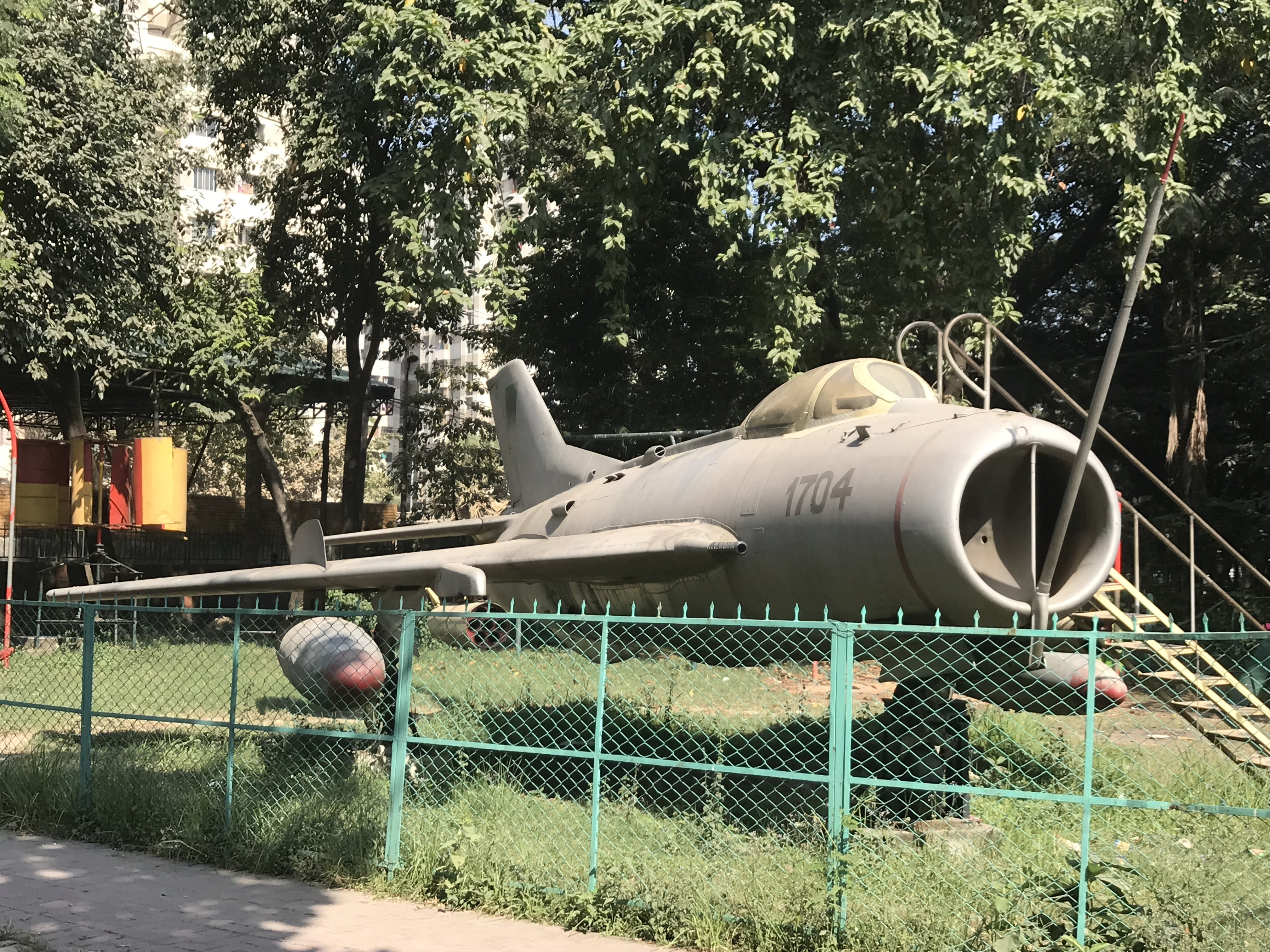
Kampfflugzeug
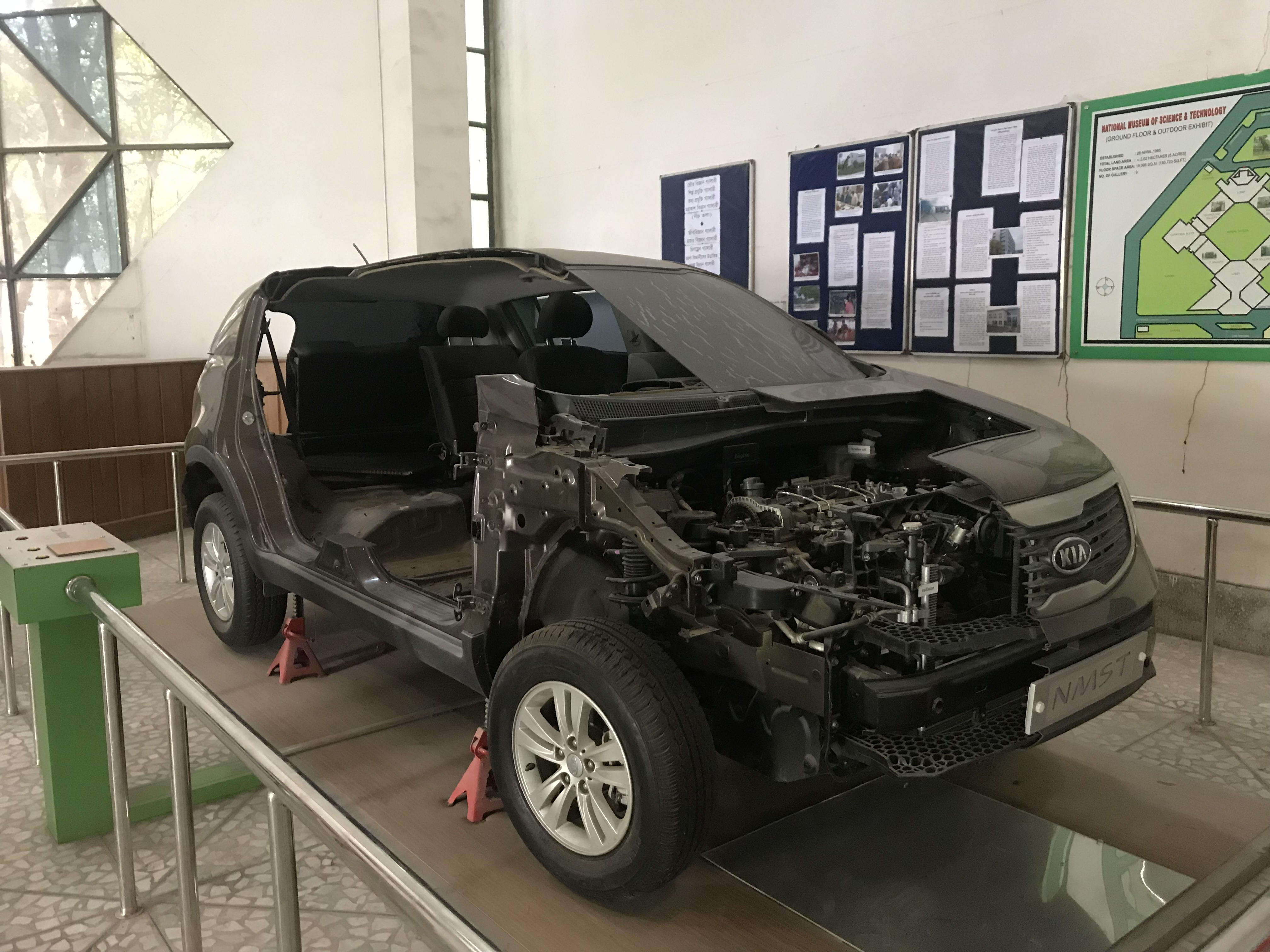
Blick unter die Motorhaube eines Personenkraftwagens
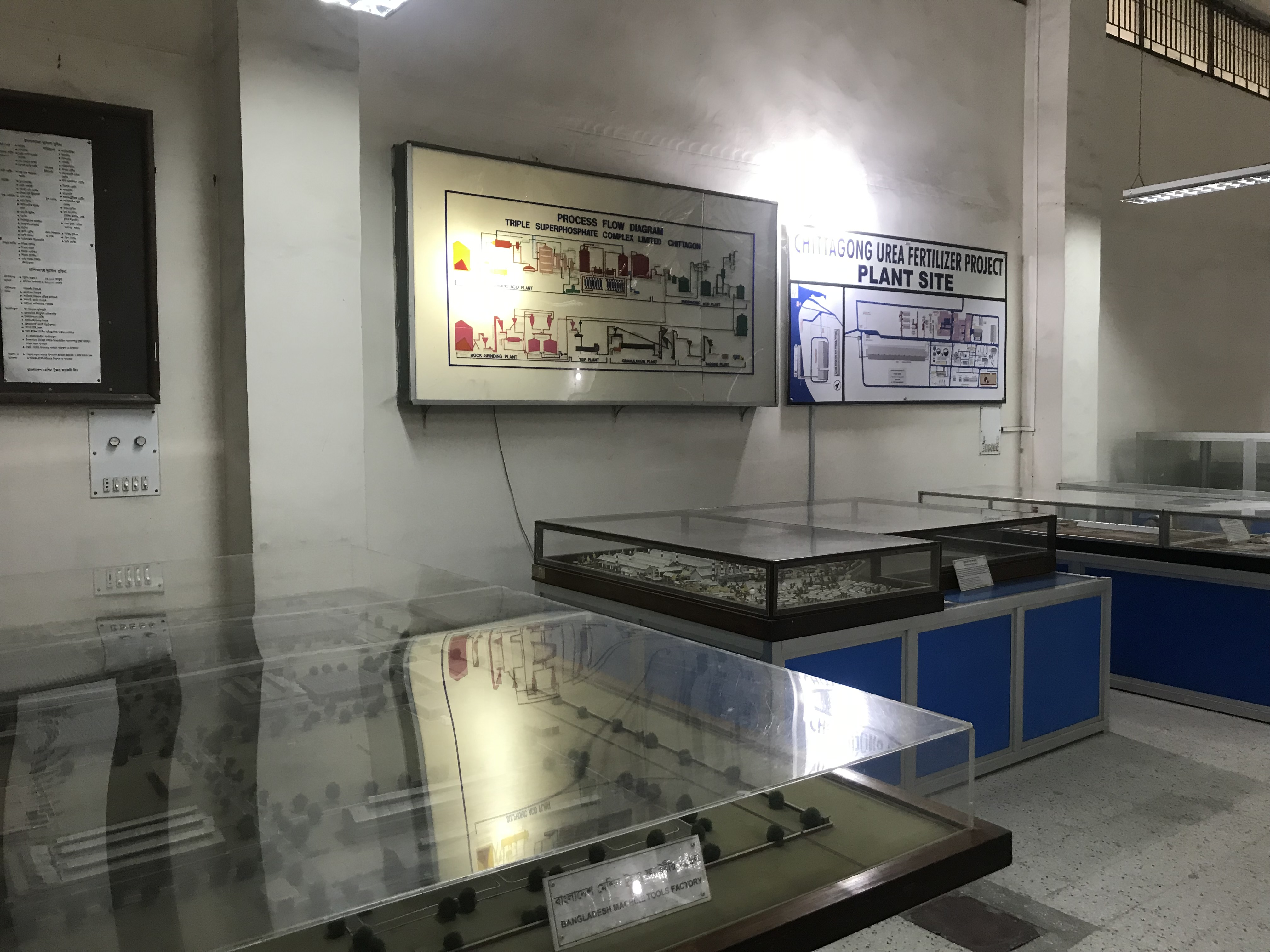
Modell einer Industrieanlage
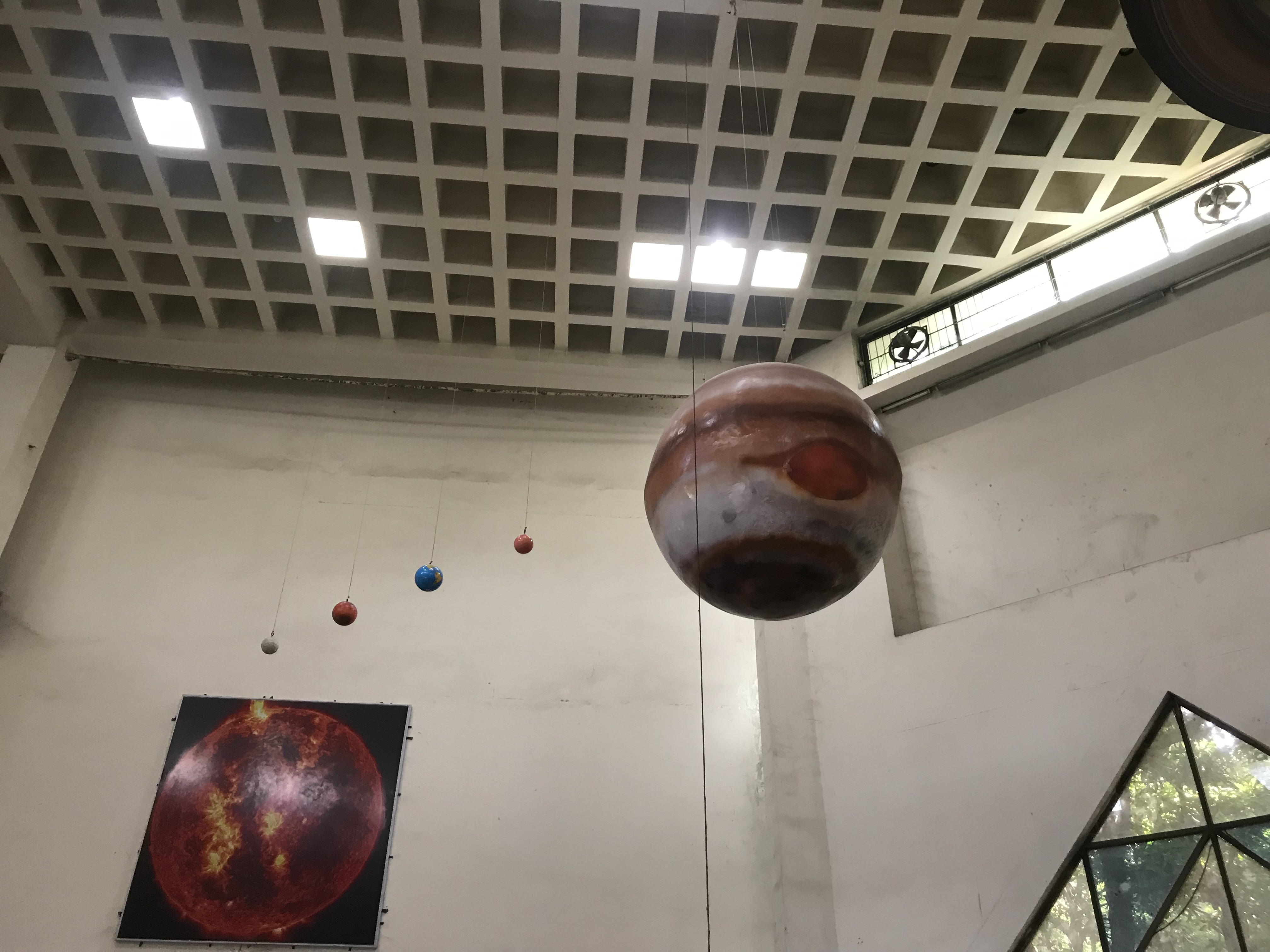
Sonnen- und Planetensystem
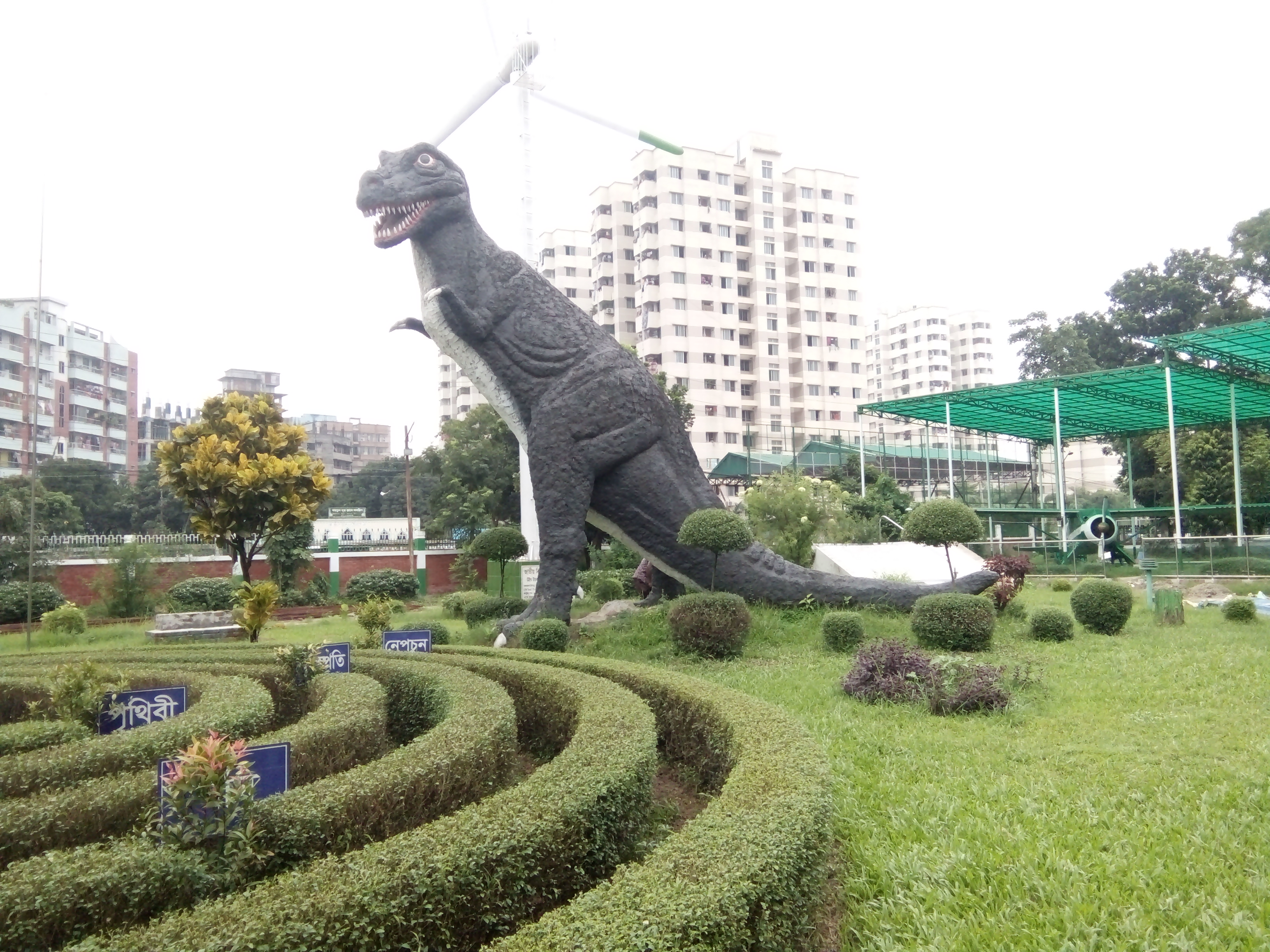
Skulptur eines Dinosauriers